# Lecane perplexa
Lecane perplexa is een raderdiertjessoort uit de familie Lecanidae. De wetenschappelijke naam van deze soort is voor het eerst geldig gepubliceerd in 1938 door Ahlstrom.